# Брюне, Роже
Роже Брюне (фр. Roger Brunet; р. 30 марта 1931) — французский географ, профессор, один из ведущих учёных CNRS в области географии.

## Биография
Родился 30 марта 1931 года в Тулузе. Высшее образование получил в Университете Тулузы.
В 1965 году получил степень доктора (что соответствует степени кандидата географических наук), написав две диссертации: в первой исследовались сельские окрестности Тулузы, во второй рассматривался феномен прерывчатости в географии.
В 1957—1966 годах работал профессором Университета Тулузы. В 1966 году переехал в Реймс (Шампань), где стал профессором Университета Реймса (фр. l'université de Reims). С 1966 по 1976 год занимался научной деятельностью и возглавлял Реймсский институт географии (фр. L'Institut de géographie de Reims) и Реймсский институт градостроительства при Университете Реймса (фр. L'Institut d'aménagement du territoire et d'environnement de l'université de Reims).
С 1976 по 1981 годы работал в Париже, где возглавлял исследования Национального центра научных исследований (CNRS), Центра документации гуманитарных наук (фр. Le Centre de documentation des sciences humaines) и лаборатории Интергео (фр. Le laboratoire Intergéo)
Между 1981 и 1984 годами Брюне занимал различные должности: он становится техническим советником министра исследований и технологий фр. Le Conseiller technique au cabinet du ministre de la Recherche et de la Technologie, который отвечает за гуманитарные, и социальные науки, возглавляет департамент гуманитарных и социальных наук в министерстве исследований.
В 1984 году он основал инициативную группу RECLUS (фр. Réseau d'étude des changements dans les localisations et les unités spatiales), которую возглавлял до 1991 года.
Группа была названа в честь Элизе Реклю (фр. Élisée Reclus), одного из первых авторов региональной географии мира. В период между 1990 и 1996 годом эта группа исследователей, обработав колоссальный объём информации, выпустила «Географию мира» в десяти томах.
Основал и возглавлял долгое время географические журналы «l’espace géographique» (1972—2003) и «Mappemonde» (1986—2004). Роже Брюне является почетным доктором университетов Льежа и Лозанны.

## Научные исследования
В начале 1970-х годов Роже Брюне возглавил движение, требовал предоставления академической географии большей роли в решении практических проблем, например, в градостроительстве и городском планировании, в формировании учебных планов для средней школы. Для популяризации этой мысли в 1972 году был основан журнал "l'espace géographique".
Роже Брюне сделал немалый вклад в развитие теории хорем, картографического подхода, который использует упрощенные наборы примитивных элементов для представления комплексной географической информации (включая социально-экономическую географию). Целью воплощения хорем была знаковая адаптация в процессе получения географического образования, но они также привели к появлению критики относительно чрезмерного упрощения и обращение внимания только на феномен географического просторная. С начала 1980-х годов этот картографический подход к географии был главным конкурентом геополитического подхода Ива Лакоста. В 1986 году Брюне основал журнал картографической географии "Mappemonde", который стал конкурентом "Hérodote" Лакоста.
В прессе популярность Брюне принесла концепция «Голубого банана». Выдвинута она была в 1989 году как часть учения, исследовалась Брюне, который старался рассматривать территорию Франции в контексте современной Европы; согласно концепции считается, что позвоночник Европы сформирован полумесяцем высокоурбанизированных регионов, окружающих Францию.

## Основные публикации
- "Сельские окрестности Тулузы" (фр. Les Campagnes toulousaines), Университет Тулузы, 1965.
- "Феномен переривчатості в географии" (фр. Les Phénomènes de discontinuité en géographie), CNRS, 1967. читать
- "Открыть Францию" (фр. Découvrir la France), Париж, Larousse, 1972-1974, 7 томов (ред.).
- "Шампань, Нижняя Бургундия, Лотарингия" (фр. Champagne, Basse-Bourgogne, Pays de Meuse), Париж, Flammarion, 1980.
- "Атлас мира свободных экономических зон и оффшорных зон (фр. Atlas mondial des zones franches et paradis fiscaux), Fayard-Reclus, 1986. (ISBN 2-213-01798-0)
- "Индустриальная перестройка" (фр. Le Redéploiement industriel), Reclus-Ministère de l'industrie, 1986. (ISBN 2-86912-008-7)
- "Франция, динамика территории" (фр. France, dynamiques du territoire), Datar-Reclus, 1986 (ред., вместе с Же. Салюа). (ISBN 2-86912-009-5)
- "Карта, инструкция о применении" (фр. La Carte, mode d'emploi), Париж-Монпелье, Fayard-Reclus, 1987. (ISBN 2-213-01848-0)
- "Правда о работе во Франции" (фр. La Vérité sur l'emploi en France), Larousse, 1987 (ред.). (ISBN 2-03-503006-4)
- "Монпелье Европоль" (фр. Montpellier Europole), Монпелье, Reclus, 1988 (ред.). (ISBN 2-86912-020-5)
- "Франция на европейском пространстве" (фр. La France dans l'espace européen), Reclus-GEM Régions, 1988. (ISBN 978-2-86912-023-5)
- "«Европейские» города" (фр. Les Villes «européennes»), Монпелье-Париж, Datar-Reclus, La Documentation française, 1989. (ISBN 2-11-002200-0)
- "Расшифровка мира" (фр. Le Déchiffrement du Monde), в "Géographie Universelle t. 1 nouveaux Mondes", 1990. (ISBN 2-01-014826-6)
- "Территория, изменяется" (фр. Le Territoire dans les turbulences), Монпелье, Reclus, 1990. (ISBN 2-86912-034-X)
- "К трансъевропейских исследований" (фр. Vers des réseaux transeuropéens), Reclus-GEM Réseaux et territoires, 1991. (ISBN 2-86912-038-2)
- "Лексика географии, критический словарь" (фр. Les Mots de la géographie, dictionnaire critique), Reclus-La Documentation française, 1992, 3e éd. 1993 (ред., с Р. Ферра и А. Теры), 518 p. (ISBN 2-11-003036-4)
- "Франция, территория, которую нужно беречь" (фр. La France, un territoire à ménager), Париж, Édition°1, 1994. (ISBN 2-86391-611-4)
- "Новая Россия" (фр. La Russie nouvelle), Париж, La Documentation française (La Doc. Photographique), 1994.
- "Атлас России и близких стран" (фр. Atlas de la Russie et des pays proches) (с Д. Екером и В. Колосовым), Reclus-La Documentation française, 1995. (ISBN 2-11-003428-9)
- "Россия и ближние страны" (фр. La Russie et les pays proches), в "Géographie Universelle t. 10 : Самый orientales, Russie, Asie centrale", Belin-Reclus, 1996. (ISBN 2-7011-1673-2)
- "План и обратный план. Доводы географа" (фр. Champs et contrechamps. Raisons de géographe), Париж, 1997, Belin. (ISBN 2-7011-2104-3)
- "Территории Франции и Европы. Доводы географа" (фр. Territoires de France et d'europe. Raisons de géographe), Paris, 1997, Belin. (ISBN 2-7011-2105-1)
- "Экономия территории" (фр. L'Aménagement du Territoire), Париж, La Documentation française (La Doc. Photographique), 1997.
- "Расшифровка мира. Теория и практика географии" (фр. Le Déchiffrement du Monde. Théorie et pratique de la géographie), Париж, Belin, 2001, coll. Mappemonde, 400 p. (ISBN 2-7011-2956-7)
- "Россия. Географический словарь" (фр. La Russie. Dictionnaire géographique), Париж, La Documentation française, 2001, coll. Dynamiques du territoire, 480 p. (ISBN 2-11-004882-4)
- "Бриллиант: революция мира" (фр. Le Diamant: un monde en révolution), Париж, Belin, 2003, 416 p. (ISBN 2-7011-3195-2)
- "Развитие территории: формы, законы сохранения (фр.  Le Développement des territoires : formes, lois, aménagement), Париж, Éditions de l'aube, 2005, (ISBN 2-7526-0071-2)